# Episodi di Il commissario Köster (ventesima stagione)
La ventesima stagione della serie televisiva Il commissario Köster è stata trasmessa in prima visione negli Germania da ZDF dal 9 febbraio 1996.
| nº (ordine Prima TV DE) | nº Stagione x nº Episodio della stagione | Titolo originale           | Titolo italiano       | Prima TV Germania | Prima TV Italia |
| ----------------------- | ---------------------------------------- | -------------------------- | --------------------- | ----------------- | --------------- |
| 212                     | 20x01                                    | Die Tat                    | Doppia coppia         | 19 gennaio 1996   |                 |
| 213                     | 20x02                                    | Der Mord gegenüber         | I gioielli scomparsi  | 9 febbraio 1996   |                 |
| 214                     | 20x03                                    | Der Tod meines Vaters      | Il clown              | 29 marzo 1996     |                 |
| 215                     | 20x04                                    | Der Lebensretter           | La chiave             | 26 aprile 1996    |                 |
| 216                     | 20x05                                    | Blumen des Todes           | Un atto di giustizia  | 31 maggio 1996    |                 |
| 217                     | 20x06                                    | Nachtmorde                 | Omicidi notturni      | 16 agosto 1996    |                 |
| 218                     | 20x07                                    | Schatten der Vergangenheit | Ombre lontane         | 13 settembre 1996 |                 |
| 219                     | 20x08                                    | Die Spur des Todes         | Bisogno di vendetta   | 4 ottobre 1996    |                 |
| 220                     | 20x09                                    | Wir werden ihn lynchen     | Omicidio di quartiere | 15 novembre 1996  |                 |
| 221                     | 20x10                                    | Schlüssel zum Mord         | L'alibi               | 29 novembre 1996  |                 |
| 222                     | 20x11                                    | Der Tod schreibt das Ende  | Tre colpi di pistola  | 20 dicembre 1996  |                 |